# Бомбейское кино
«Бомбейское кино» (англ. Bombay Talkie) — кинофильм режиссёра Джеймса Айвори, вышедший на экраны в 1970 году.

## Сюжет
Успешная британская писательница Люсия Лейн приезжает в Индию в поисках приключений и новых тем для творчества. Она живо интересуется деятельностью Болливуда и посещает одну из студий. Один из сценаристов Хари сразу же влюбляется в неё, но Люсию привлекает совсем другой — местная кинозвезда Викрам, который вполне счастлив в браке, однако вскоре между ними разгорается роман.

## В ролях
- Шаши Капур — Викрам
- Дженнифер Кендал — Люсия Лейн
- Зия Мохьеддин — Хари
- Апарна Сен — Мала
- Утпал Дутт — Бозе
- Надира — Анджана Деви
- Пинчу Капур — свами
- Хелен — танцовщица

## Саундтрек
Песня Type Writer звучит в фильме «Поезд на Дарджилинг. Отчаянные путешественники».
| №  | Название                   | Исполнители                | Длительность |
| -- | -------------------------- | -------------------------- | ------------ |
| 1. | «Good Times and Bad Times» | Usha Uthup                 |              |
| 2. | «Hari Om Tatsat»           | Usha Uthup                 |              |
| 3. | «Tum Mere Pyaar Ki»        | Mohammed Rafi              |              |
| 4. | «Type Writer»              | Asha Bhosle, Kishore Kumar |              |